# Henry T. Ellett
Henry Thomas Ellett (* 8. März 1812 in Salem, Salem County, New Jersey; † 15. Oktober 1887 in Memphis, Tennessee) war ein US-amerikanischer Politiker. Im Jahr 1847 vertrat er kurzzeitig den vierten Wahlbezirk des Bundesstaates Mississippi im US-Repräsentantenhaus.

## Werdegang
Henry Ellett besuchte die Latin School in Salem und das Princeton College. an dem er Jura studierte. Nach seiner im Jahr 1833 erfolgten Zulassung als Rechtsanwalt begann er in Bridgeton in seinem neuen Beruf zu arbeiten. Im Jahr 1837 zog Ellett nach Port Gibson im Claiborne County in Mississippi. Auch dort arbeitete er als Rechtsanwalt.
Politisch war er Mitglied der Demokratischen Partei. Nach dem Rücktritt von Jefferson Davis aus dem US-Repräsentantenhaus wurde Ellett im Jahr 1846 im vierten Distrikt von Mississippi zu dessen Nachfolger im US-Kongress gewählt. Dort beendete er zwischen dem 26. Januar und dem 3. März 1847 die von seinem Vorgänger begonnene Legislaturperiode. Eine erneute Kandidatur bei den regulären Kongresswahlen des Jahres 1846 lehnte er ab. Damit konnte er nur etwas mehr als einen Monat im Kongress verbringen.
Nach seinem Ausscheiden aus dem Kongress arbeitete Ellett als Rechtsanwalt. Zwischen 1853 und 1865 gehörte er dem Senat von Mississippi an. Im Jahr 1861 war er Mitglied der Versammlung, die den Austritt des Staates Mississippi aus der Union beschloss. Er gehörte auch zu dem Ausschuss, der die Austrittserklärung entwarf und verkündete. Im Februar 1861 wurde Ellett die Stelle des Postministers der Konföderierten Staaten angeboten, die er aber ablehnte. Nach dem Bürgerkrieg war Ellett zwischen 1865 und 1868 Richter am Obersten Gerichtshof von Mississippi. Im Jahr 1868 zog er nach Memphis, wo er wieder als Anwalt arbeitete. 1886 wurde er Kanzler im zwölften juristischen Bezirk des Staates Tennessee. Thomas Ellett starb am 15. Oktober 1887 in Memphis, während er eine Begrüßungsrede für Präsident Grover Cleveland hielt.